# Уеда Харука
Уеда Харука  (яп. 上田 春佳, 27 квітня 1988) — японська плавчиня, олімпійська медалістка.

## Виступи на Олімпіадах
| Олімпіада   | Дисципліна                            | Місце |
| ----------- | ------------------------------------- | ----- |
| Пекін 2008  | плавання на 200 метрів вільним стилем | 13    |
| Пекін 2008  | естафета 4 × 100 вільним стилем       | 9     |
| Пекін 2008  | естафета 4 × 200 вільним стилем       | 7     |
| Пекін 2008  | комплексна естафета 4 × 100           | 6     |
| Лондон 2012 | плавання на 100 метрів вільним стилем | 16    |
| Лондон 2012 | естафета 4 × 100 вільним стилем       | 7     |
| Лондон 2012 | естафета 4 × 200 вільним стилем       | 8     |
| Лондон 2012 | комплексна естафета 4 × 100           | 3     |